# 시이코엔역
시이코엔역(일본어: 志井公園駅)은 일본 후쿠오카현 기타큐슈시 고쿠라미나미구에 위치한 규슈 여객철도 소속 철도역이며, 히타히코산 선의 정차역이다.

## 역 구조
단식 홈 1면 1선을 가지는 지상역이다.
규슈 교통 기획이 역 업무를 실시하는 업무 위탁역에서, 마르스는 없지만 POS 단말이 설치되어 있다. 자동 개찰기는 설치되어 있지 않다.
JR의 특정도구 시내 제도에 있어서의 「기타큐슈 시내」의 역이다.

## 역 주변
- 기타큐슈 고속철도 (북큐슈 모노레일) 고쿠라 선 (기쿠가오카 역)

## 인접 역
| 히타히코산 선    | 히타히코산 선   | 히타히코산 선    |
| ---------------- | --------------- | ---------------- |
| 이시다 조노 방면 | ■ 히타히코산 선 | 시이 요아케 방면 |